# Мещерское (посёлок, Московская область)
Меще́рское — посёлок в Чеховском районе Московской области России, относится к сельскому поселению Любучанское.
В Мещерском находятся психиатрическая больница № 2 им. Яковенко — одна из старейших и крупнейших в России, и Мещерское медицинское училище.

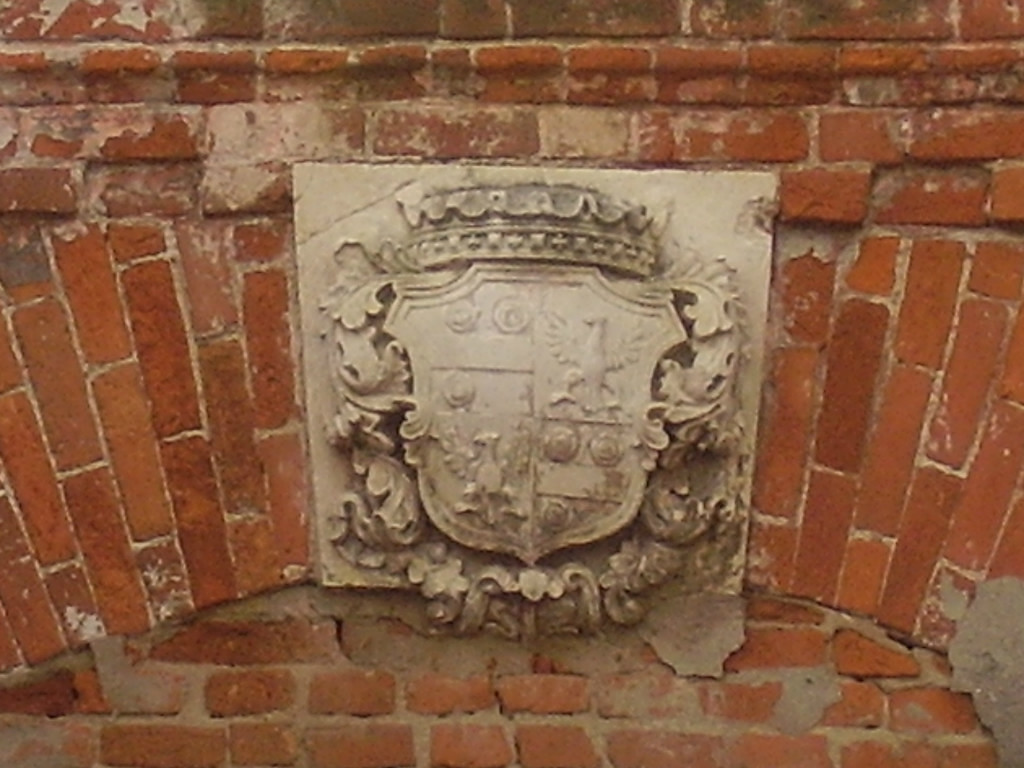
Фамильный герб баронов Боде, расположенный на бывших въездных воротах в усадьбу со стороны села Мещерское

## Население
| 1979 | 2002  | 2006  | 2010  |
| ---- | ----- | ----- | ----- |
| 4518 | ↘2926 | ↘2787 | ↗2853 |

## История

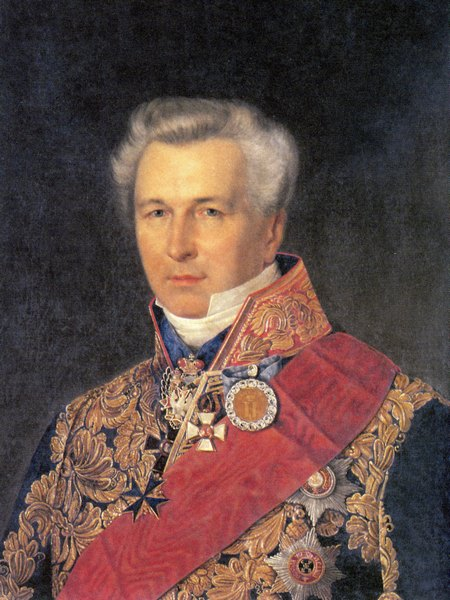
Барон Лев Карлович Боде, владелец усадьбы с 1817 года
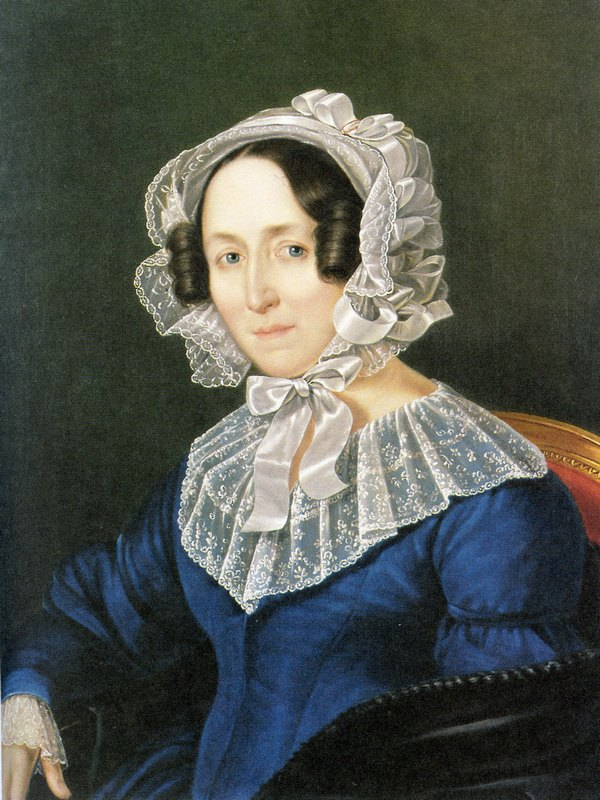
Баронесса Наталья Фёдоровна Боде, урожденная Колычёва
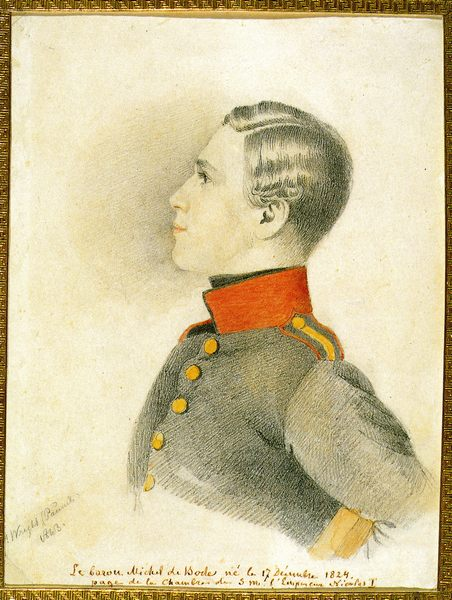
Барон Михаил Львович Боде, строитель усадьбы

### Усадьба
Мещерское — старинное село и усадьба на месте древнего славянского поселения. В окрестностях, в пойме реки Рожае обнаружены семь курганов эпохи вятичей, археологические раскопки которых провел в 1924 году А. В. Арциховский.
С XIV века известно как Слобода Дмитрия Донского.
В конце XVI века вотчина была дарована царем Иваном Грозным одному из опричников Мокею.

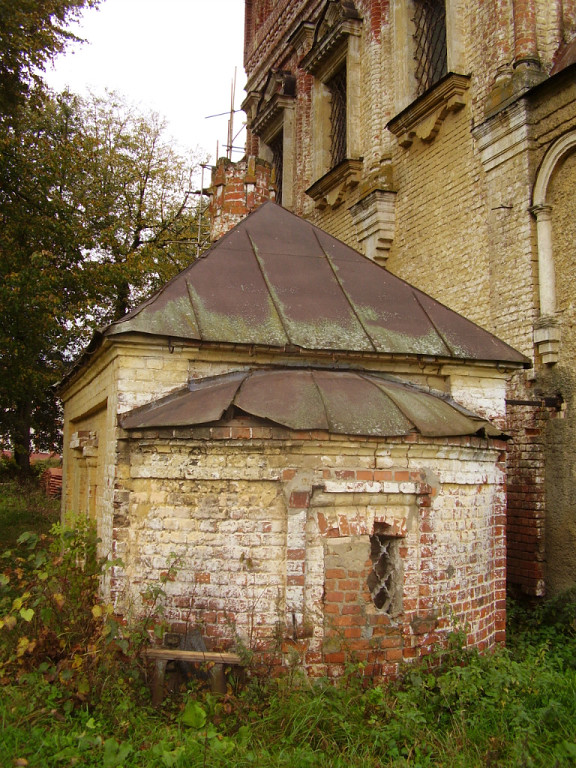
Погребальная часовня семьи баронов Боде возле Покровского храма в усадьбе Мещерское

В 1627 году — упоминается Макеева пустышь на реке Рожае, которой владел Бежецкий воевода князь Булат (Иван Михайлович Мещерский), в 1636 году его сын Иван Иванович Мещерский построил здесь дом и храм, владение стало именоваться сельцом.
В 1685 году сельцо перешло к его сыну князю Фёдору Ивановичу Мещерскому, при нём в 1695 году была перестроена деревянная церковь Покрова Пресвятой Богородицы.
В 1708 году вдова князя Матрёна Илларионовна Мещерская продала село дьяку Адриану Григорьевичу Ратманову, владельцу известных Палат в Москве, у которого оно в том же году было куплено стольником Матвеем Васильевичем Колычёвым.
С 1767 года владельцем стал Пётр Иванович Голохвастов. В 1791 году — строится каменный Покровский храм. С 1799 года село переходит к Сыну Голохвастова Николаю.
Следующий владелец — С. В. Шереметев.
В 1817 году село было куплено бароном Львом Карловичем Боде для жены Натальи Федоровны Колычёвой. Их сын Михаил Львович Боде стал инициатором строительства оригинального усадебного комплекса в Мещерском.
С 1834 года семья проживала в Московском Кремле, где Лев Карлович трудился советником Дворцового управления, на лето же приежали в Мещерское.
Наталья Фёдоровна скончалась в Мещерском 21 апреля 1860 года, готовясь к поминкам супругу, который скончался за год до этого в Москве. Оба были погребены в часовне-склепе у Покровского храма. В связи с продажей усадьбы Мещерское, в 1867 году их прах был перенесен в Лукино Звенигородского уезда Московской губернии в усыпальницу при храме митрополита Филиппа.

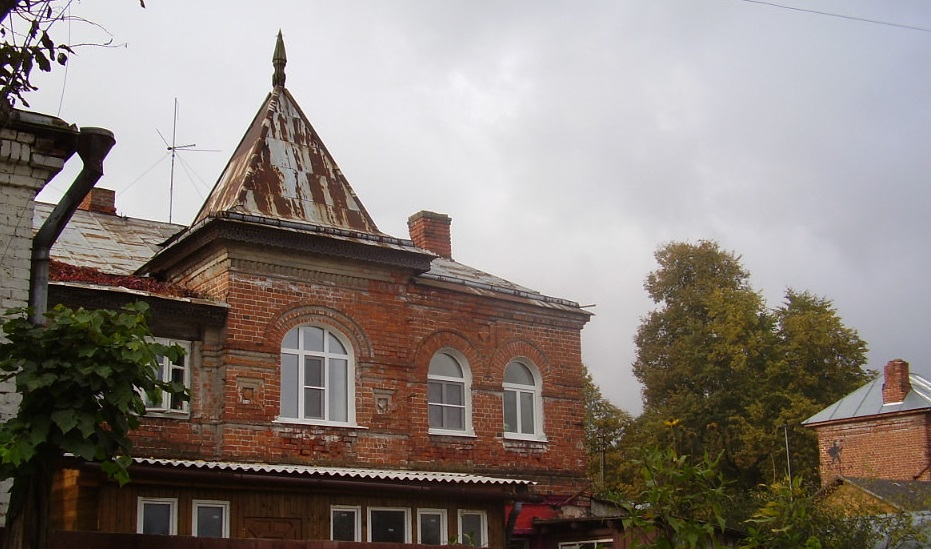
Теремок в русском стиле в усадьбе баронов Боде Мещерское
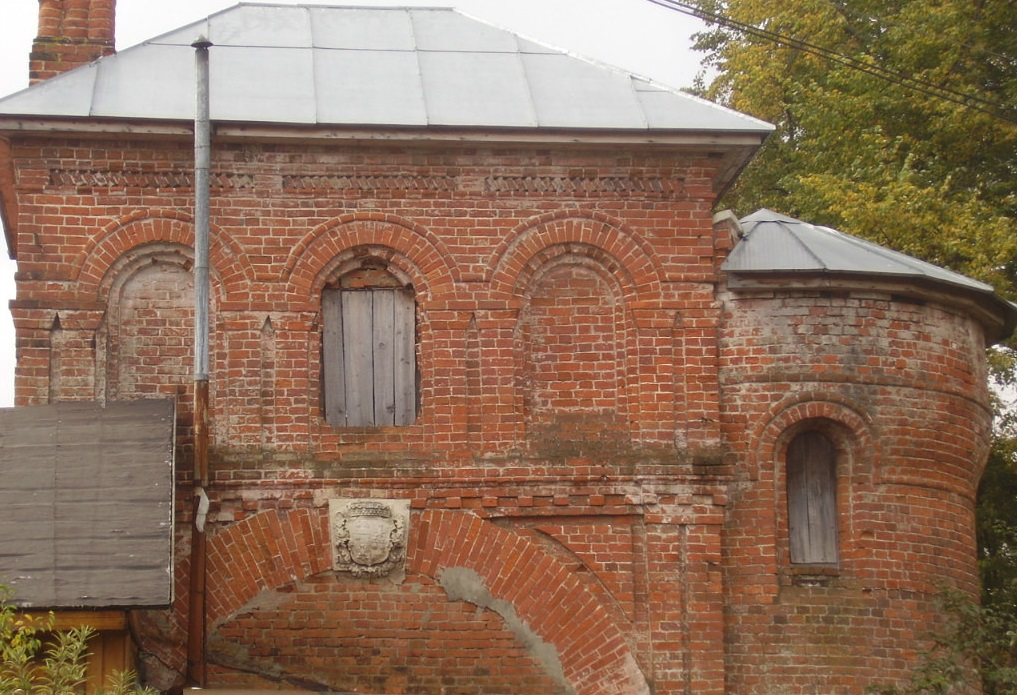
Башня с въездными воротами с гербом фамилии баронов Боде в усадьбе Мещерское
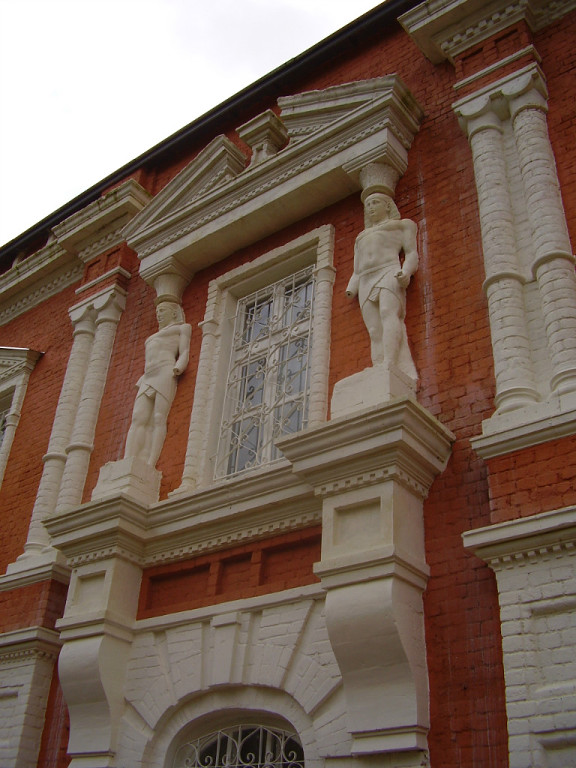
Статуи на главном фасаде дома усадьбы Боде в Мещерском
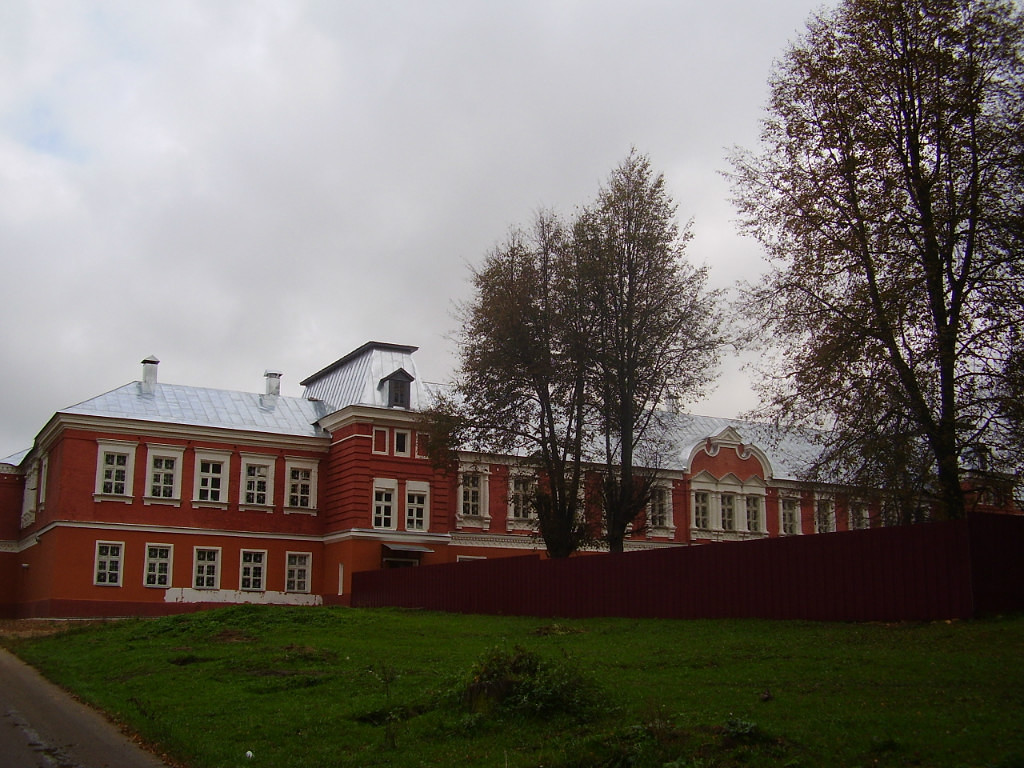
Главный дом усадьбы Боде со стороны парка
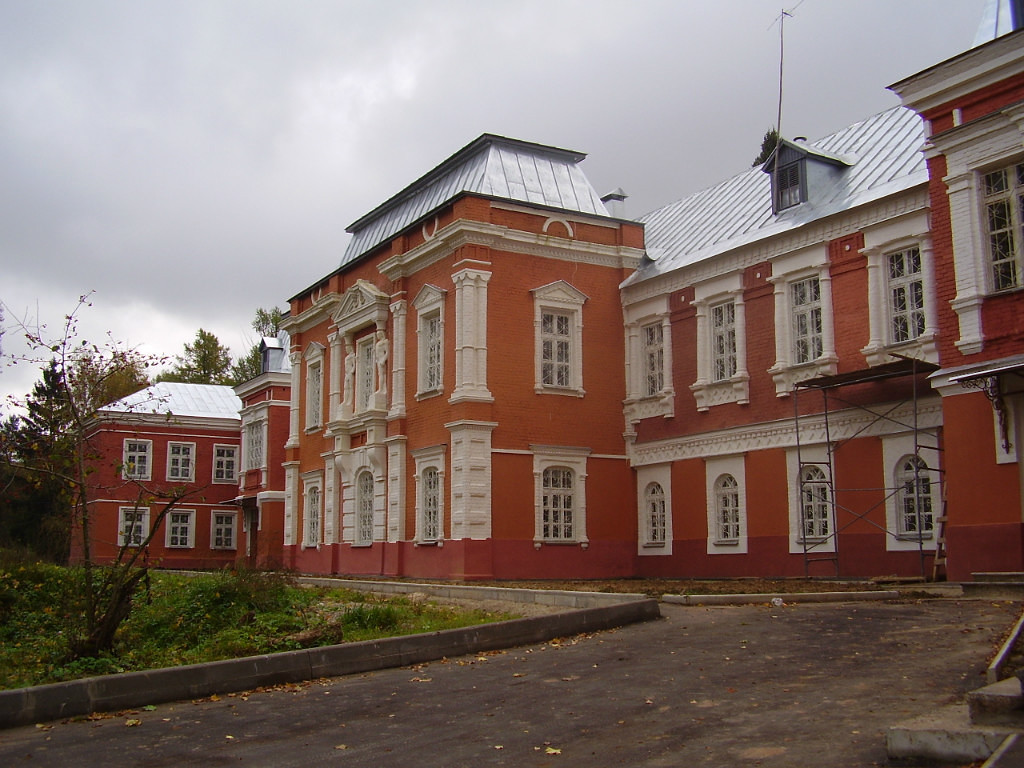
Внутренний двор и главный фасад
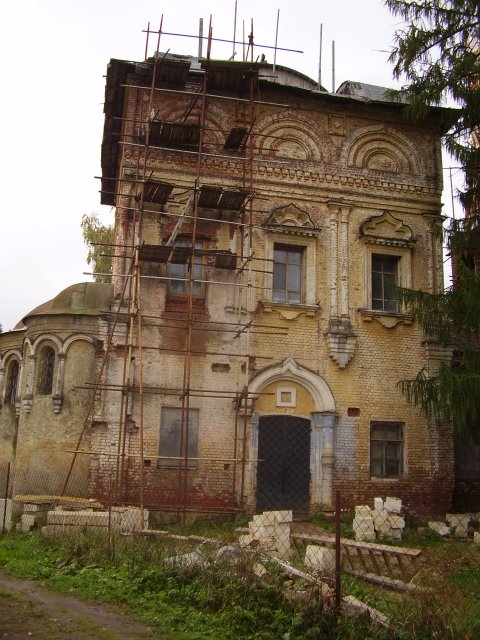
Покровский храм

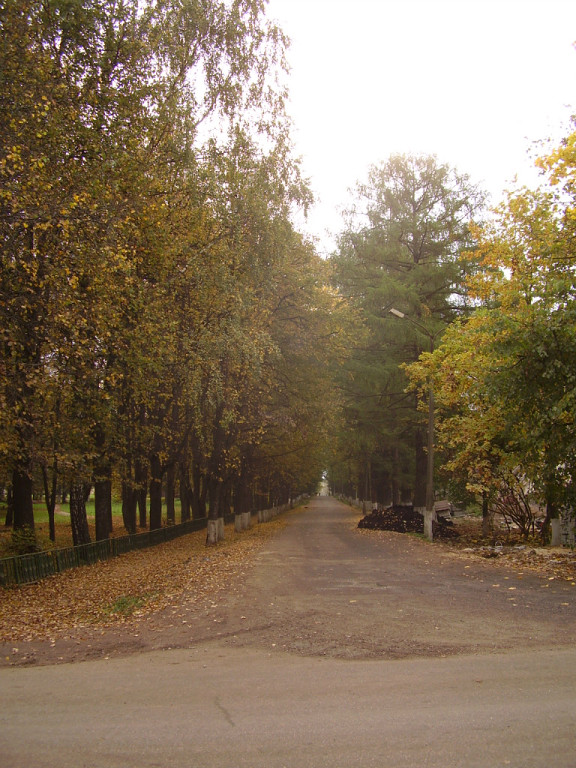
Фрагмент аллеи в парке и дорога от дома Боде в сторону Мещерского кладбища

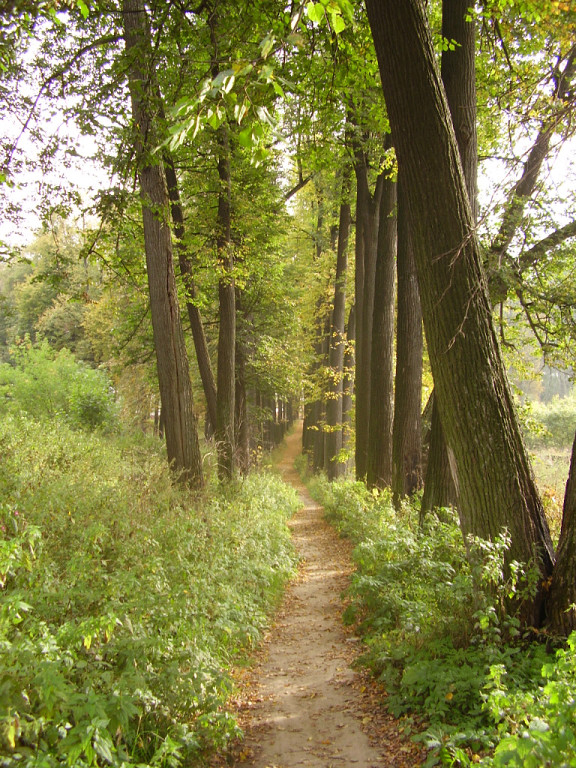
Фрагмент липовой аллеи у реки Рожайка

Архитектура главного барского дома соединяет черты русского узорочья с восточными орнаментами, дополнена скульптурами по мотивам древнего Египта, по другой версии это образы греческой мифологии — дельфийские Клеобис и Битон.
В 1853—1859 гг. под руководством архитектора Ф. Ф. Рихтера была перестроена церковь, стилизованная на этот раз под формы русского зодчества XVII в. Для упокоения праха своих родителей М. Л. Боде построил возле церкви часовню-усыпальницу. На территории усадьбы был разбит прекрасный ландшафтный парк, изображения которого на двух акварелях П. А. Герасимова хранятся в московском Государственном историческом музее.
В 1890 г. владелицей Мещерского стала помещица полковница Н. М. Левашевская, которая продала усадьбу в 1891 г. Московской земской управе для размещения здесь психиатрической больницы.

### Покровский храм
1630 — упоминание о первоначальном храме.
1695 — строительство новой деревянной церкви князем Фёдора Ивановича Мещерского при настоятельстве о. Артемия Афанасьева.
В XVIII—XIX веках — приписан к соседней каменной церкви Спаса Нерукотворного в селе Прохорово.
1847 — разрешение барону Л. К. Боде на строительство каменного храма с часовней усыпальницей.
1853 — освящение храма митрополитом Филаретом (Дроздовым).
1853 — 1859 годы перестройка храма архитектором Ф. Ф. Рихтером
1891 — церковь переходит в разряд больничного храма.
1895 — утверждение самостоятельного прихода с назначением священника и псаломщика, открытие кладбище для умерших душевнобольных и служащих больницы.
1929 — храм закрыт.
1994 — возобновление богослужений.

## Психиатрическая больница

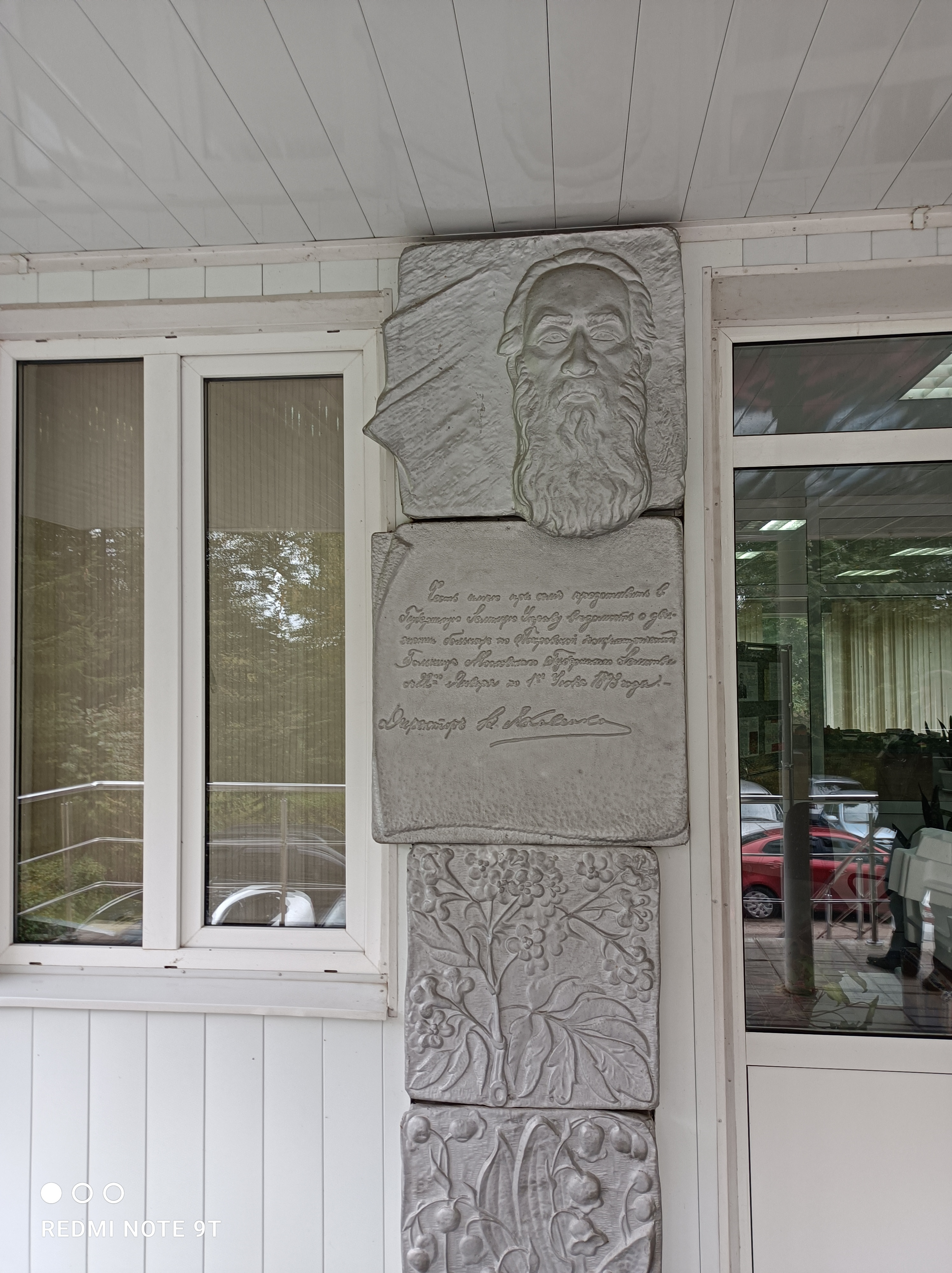
Барельеф с образом В. И. Яковенко при входе в административное здание психиатрической больницы в Мещерском

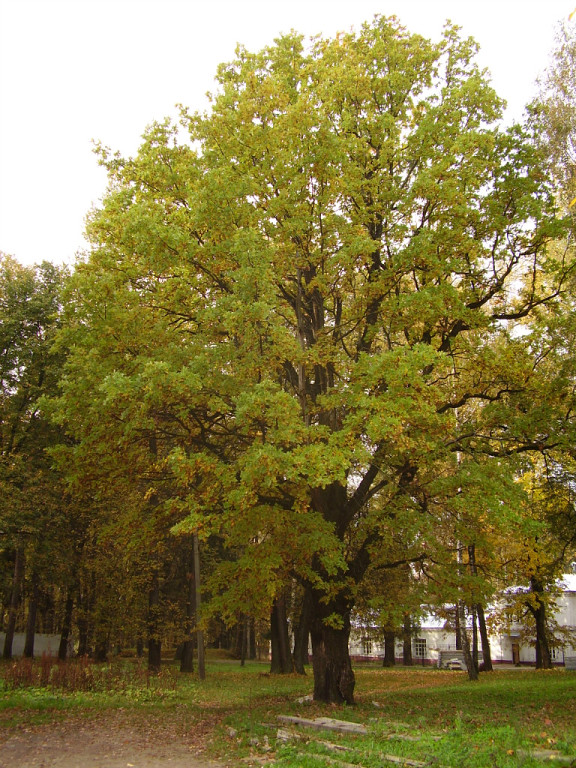
Один из корпусов больницы, расположенный в старом парке, архитектор А. Крюгер

22 января 1893 года начался первый приём больных, новым лечебным учреждением руководил П. И. Якоби, приглашенный на должность земского психиатрического врача Московской губернии 20 декабря 1880 года. В феврале 1893 года Якобий оставил службу в Московском земстве и на его место был приглашен доктор Владимир Иванович Яковенко. В апреле 1894 г. представленный В. И. Яковенко проект по устройству больницы был утвержден на специальном совещании под председательством профессора А. Я. Кожевникова при участии С. С. Корсакова, В. П. Сербского и др.
Архитектор Крюгер, до это бывший помощником рязанского губернского архитектора и затем смотрителем зданий Московско-Рязанской железной дороги, был назначен руководителем строительства больницы, при нём были возведены специальные больничные корпуса и вспомогательные помещения Ему же принадлежит проект и перестройка в 1895—1897 гг. церкви Рождества Христова (1789) в селе Любучаны, где реализовывался проект патронажной реабилитации душевно больных Мещерской больницы, проживавших в семьях местных крестьян. Крюгер пристроил к храму трапезную и шатровую колокольню.
При больнице была организована сельскохозяйственная ферма. Руководил фермой агроном Иван Дмитриевич Руднев, ему принадлежит организация предприятия, строительство оригинальной системы орошения, закладка огромного фруктового и ягодного сада, овощные плантации. Садовые угодья были также и в районе имения Мальвинское.
События Первой русской революции нашли отражения в локальной истории Мещерского, так в 1905 г. была организована группа РСДРП, хранившая оружие и нелегальную литературу (тайник подтверждающий это был обнаружен в начале 1930-х гг.), на даче П. П. Боткина работала подпольная типография, печатавшая большевистские прокламации для рабочих и крестьян Серпуховского уезда. В 1906 г. главный врач больницы В. И. Яковенко за революционную деятельность был выслан в Полтавскую губернию.
На Международной выставке гигиены в Дрездене в 1911 г. был павильон представлявший больницу и в 1913 году она получила высшую награду Всероссийской гигиенической выставки.
В 1914 г. барак с залом для увеселения больных и сотрудников был переоборудован по госпиталь для раненных Первой мировой войны.
Следующим директором больницы стал Михаил Платонович Глинка (род. 1860), окончивший в 1886 г. курс медицинских наук по специальности «душевные болезни», с 1906 г. он также был старостой Покровского храма в Мещерском. Следующие руководители больницы:
В. П. Доброхотов, А. М. Балашов, В. М. Банщиков.
В 1930-50-е годы психиатр профессор Е. К. Краснушкин шефствовал над научно-исследовательской работой больницы.
С 1984 г. и поныне больницей руководит Заслуженный врач Российской Федерации Валерий Иванович Сураев.

## Медицинское училище

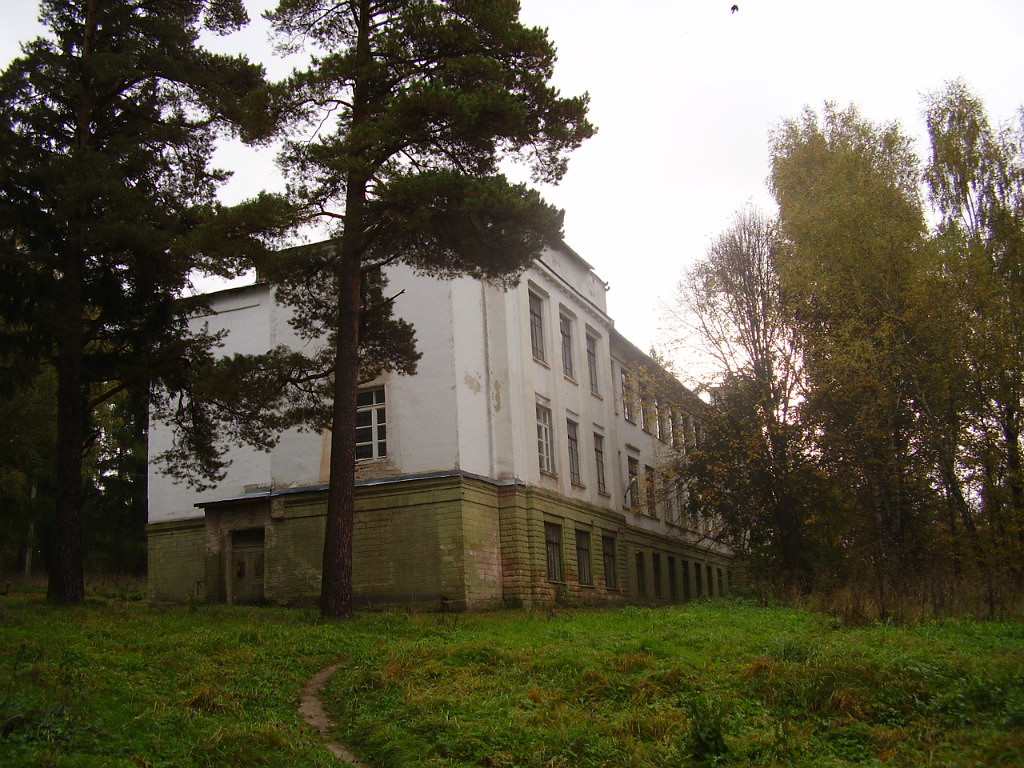
Здание Мещерского медицинского училища, 1938 г.

К началу 1930 — х годов относится учреждение при больнице Фельдшерской школы, переименованной позднее в Медицинское училище, так в 1926 году в больнице на 1200 койко-мест было всего 130 человек среднего медицинского персонала, причем только 14 из них имели законченное среднее специальное образование. А в других больницах нехватка медсестер была ещё более острой. Острая кадровая проблема, вставшая перед главным врачом больницы майором медицинской службы Владимиром Васильевичем Ченцовым, заставила задуматься об открытии учебного заведения по подготовке медицинских сестер. Талантливый организатор здравоохранения, он хорошо понимал всю важность проблемы кадров и приложил немало усилий для организации на базе больницы нового учебного заведения, так 4 мая 1930 года открылся Нервно-психиатрический техникум при больнице. Для него было выделено помещение «зелёный дом» — одно из первых деревянных строений и 1 сентября 1930 года за парты сели 22 ученика. В 1938 году был построен новый трёхэтажный кирпичный корпус, в котором училище размещается и ныне. В 2015 году Мещерское медицинское училище переименовано в Московский областной медицинский колледж № 5 .

## Великая Отечественная война1941—1945 гг. и жители Мещерского

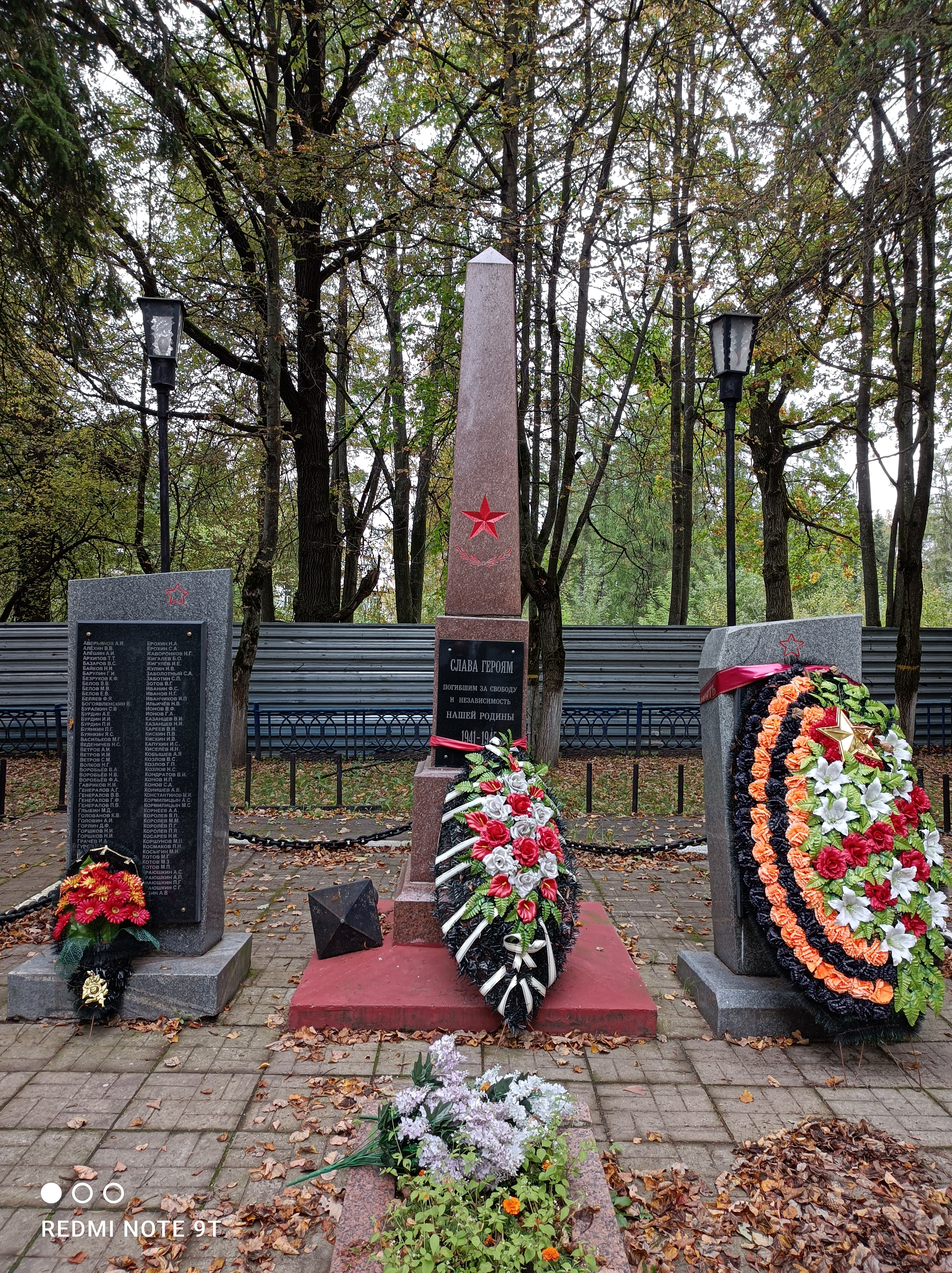
Памятник жителям Мещерского участникам ВОВ

В сквере возле административного здания больницы установлен обелиск в память о павших воинах, жителях Мещерского. Более 550 жителей села были мобилизованы или ушли добровольно на фронт, 165 из них пали на полях сражений. В подмосковном тылу женщины, старики и подростки работали не жалея сил. После напряженного многочасового дежурства у постели больных и раненых, которых по несколько раз приходилось эвакуировать в бомбоубежища, утром отправлялись за 5-10 км в окрестные леса на заготовку дров по 150—200 кубометров для центральной котельной, обеспечивающей огромную больницу теплом, водой и электроэнергией. Кроме того, многие участвовали в строительстве оборонительных сооружений и рытье противотанковых рвов.
В период Великой Отечественной войны в Мещерском на базе больницы был организозован военный эвакогоспиталь, он размещался в здании медтехникума. Через госпиталь прошло более 2310 солдат и офицеров Красной Армии. Начальником госпиталя был назначен главврач больницы, известный психиатр В. М. Банщиков.
С 1945 г. в поселке проживал кавалер орденов Славы 1-й, 2-й и 3-й степени, Отечественной войны 1-й степени Юрков, Алексей Яковлевич. В Мещерской средней школе ежегодно проводятся областные лыжные гонки памяти героя, полного кавалера орденов Славы А. Я. Юркова.
Среди других участников известны: Павел Яковлевич Вилков, Виктор Иванович Кареев, Владимир Иванович Крылов, Мстислав Владимиривоич Яковенко, Роза Вениаминовна Равикович, Вера Николаевна Кормилицына, Елена Ивановна Зеленская.

## Лица, посещавшие Мещерское и связанные с ним
В Мещерском родился Фёдоров, Александр Алексеевич, прокурор Марийской АССР (1962―1972), заместитель прокурора Рязанской области (1956―1961). Заслуженный юрист РСФСР (1968). Почётный работник прокуратуры РСФСР. Участник Великой Отечественной войны.
В Мещерском подолгу гостил поэт князь Александр Иванович Долгоруков.
Частым гостем усадьбы был крупный поэт, критик и баснописец Пётр Иванович Новиков со своей женой Антониной Ивановной сестрой князя А. И. Долгорукова и братьями литераторами Дмитрием и Павлом.
Весной 1884 г. в соседней усадьбе Скобеево на даче своего брата Анатолия гостил П. И. Чайковский вместе с музыкальным критиком Германом Ларош
Исаак Левитан, согласно местным преданиям, написал в Мещерском свою картину «Пруд с лилиями» под впечатлением от Васильевского пруда, который до сих пор сохранился в одном из окрестных лесов.
В 1894 г. больницу посетил А. П. Чехов приезжавший на Съезд земских врачей.
С 1906 по 1914 гг. писатель Н. Н. Златовратский многократно приезжал в Мещерское, где в Покровско-Мещерском двухклассном училище преподавали его сестры Магдалина и Елена.
В 1907 г. Л. Н. Толстой, гостивший у своего секретаря В. Г. Черткова в имении Мальвинское, знакомился с работой больницы, встречался с персоналом, больными и местными жителями.
В 1907 г. Малевич, Казимир Северинович первый раз приехал в Мещерское, после того, как его жена Казимира Зглейц, устроившись работать в психиатрической больнице фельдшерицей, увезла от него детей. Здесь же художник познакомился со своей второй женой, дочерью заведующего хозяйством Софьей Михайловной Рафалович (18? — 1925), свадьба с которой состоялась в 1909 г.
В 1968 г. в Мещерском родилась Галина Дмитриевна Важнова, вратарь женской сборной России по футболу.
С 1968 г. в Психиатрической больнице № 2 содержалась монахиня Валерия Макеева, диссидент и участник религиозного самиздата.

## Образование

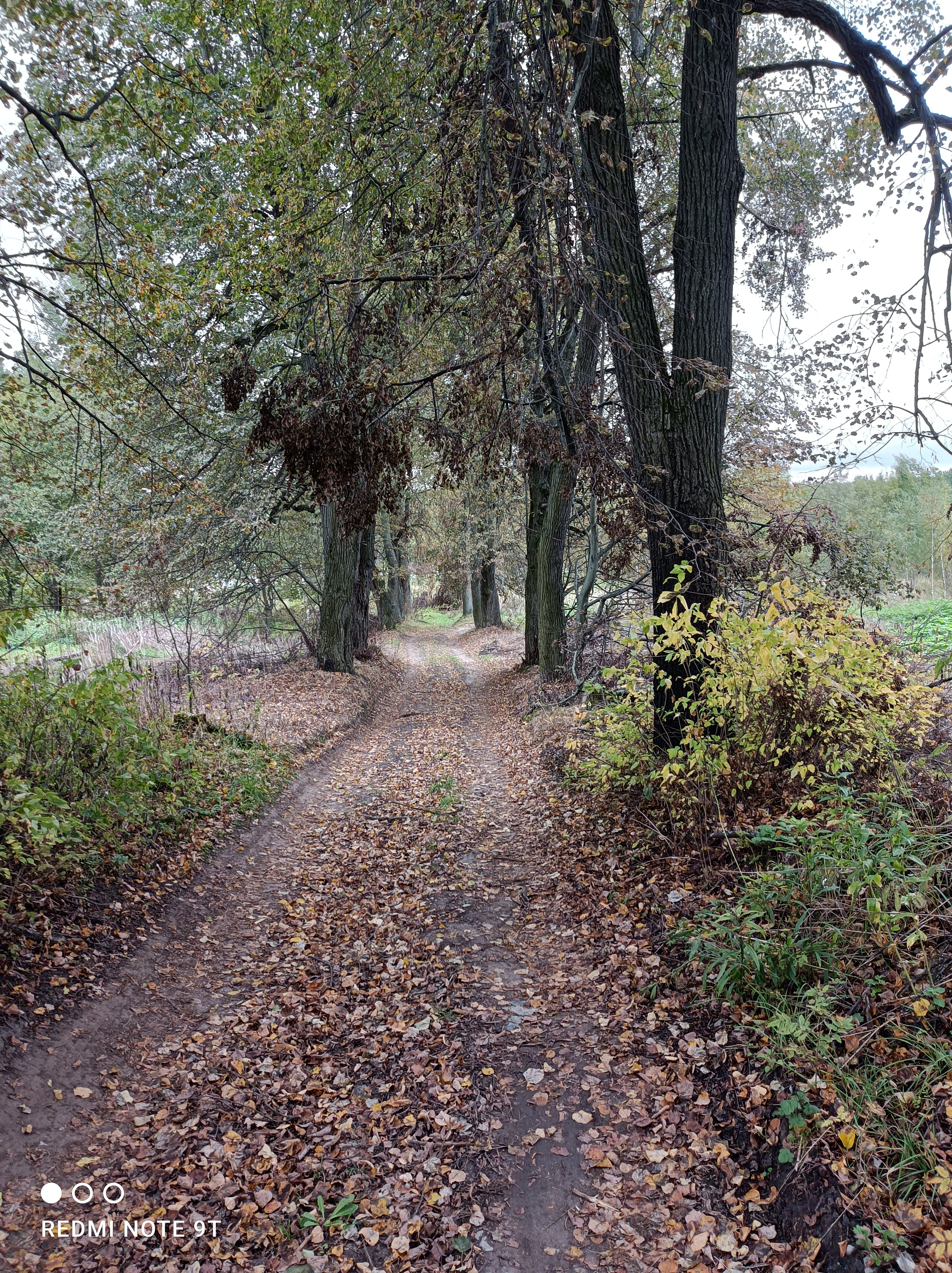
Липовая алея в окрестностях Мещерского ведущая к бывшему приюту для детей сирот войны 1812 г.

Известно, что в Покровско-Мещерской школе в 1900 г. законоучителем был священник Сергей Васильевич Георгиевский, учительницей — Л. И. Яковенко.
В 1906 г. в «Известиях Московской губернской земской управы» было помещено объявление о том, что Покровско-Мещерскому двухклассному училищу Подольского уезда нужны квалифицированные учителя. На объявление откликнулись Магдалина Николаевна и Елены Николаевна Златовратские, сестры писателя Н. Н. Златовратского, который в это время проживал по соседству с В. И. Яковенко в Москве на ул. Малой Бронной, 15, в «доме дешевых квартир» Гирша. Магдалина Николаевна Златовратская стала первым директором школы, расположенной в районе бывшей сельхозфермы при психиатрической лечебнице. Здание школы было построено возле двухэтажного приюта имени Александра II, рядом разместился продолговатый деревянный учительский дом. Библиотека при школе состояла из 500 томов, при школе был организован буфет, где выдавались горячие завтраки. Организационную помощь школе оказали преемник В. И. Яковенко на посту директора больницы Михаил Платонович Глинка и житель деревни Ивино крестьянский писатель Сергей Тимофеевич Кузин. Златовратские проработали в Мещерском до 1914 г.
Муниципальное казённое образовательное учреждение Мещерская средняя общеобразовательная школа, основана в 1965. В 2013—2014 учебном году в школе функционировало 11 классов с общей наполняемостью 215 учащихся, 91 % учеников проживает в Мещерское, обучаются также дети из соседних поселений Троицкое и Любучаны, а также деревень: Гавриково, Зыкеево, Прохорово, Ивино, Ботвинино.